# Dissacus
Dissacus is een geslacht van uitgestorven carnivore hoefdieren uit de familie Mesonychidae van de Mesonychia. Dit dier had het formaat van een jakhals tot grijze wolf en was in het Paleoceen en Vroeg-Eoceen wijdverspreid over het Noordelijk Halfrond met meerdere soorten.

## Fossiele vondsten

### Noord-Amerika
Dissacus verscheen in het Laat-Torrejonian in Noord-Amerika en verving de triisodonten als belangrijkste roofzoogdieren. In Noord-Amerika overleefden enkele soorten tot in het Vroeg-Wasatchian. Fossielen zijn gevonden op diverse locaties in de Rocky Mountains, zoals het San Juan-bekken en het Bighorn-bekken.
Analyse van het gebit van D. praenuntius laat verandering in het formaat en het voedingspatroon ten gevolge van de klimaatveranderingen van het PETM zien. Deze soort had met een gewicht van 12 tot 20 kg het formaat van een coyote. Slijtage aan de tanden wijst er op dat D. praenuntius zich in het laatste Paleoceen met name voedde met stevig vlees, vergelijkbaar met voedingspatroon van een jachtluipaard. Exemplaren uit het PETM en Wasatchian waren iets kleiner dan hun voorgangers uit het Paleoceen en ze voedden zich met harder materiaal, zoals botten. De mate van slijtage aan het gebit komt overeen met dat bij hyena's. Deze veranderingen in formaat en voedingspatroon werden vermoedelijk veroorzaakt door kleinere of minder beschikbare prooidieren door het veranderde klimaat.

### Azië
Enkele soorten zijn bekend uit China en Mongolië. Fossielen van D. serratus zijn gevonden in de Nomogen-formatie in de Chinese regio Binnen-Mongolië en dateren uit de Asian Land Mammal Ages Gashatan en Bumbaian, wat betekent dat deze soort zowel in het Laat-Paleoceen als Vroeg-Eoceen voorkwam. In de Naran Bulak-formatie in Mongolië zijn fossielen van D. zanabazari uit het Bumbaian gevonden.

### Europa
D. europaeus uit de fossielenvindplaats van Cernay-lès-Reims is de enige bekende mesonychide uit het Paleoceen van Europa. Dissacus verscheen ongeveer 57 tot 58 miljoen jaar geleden in Europa en bereikte het continent waarschijnlijk vanuit Noord-Amerika over arctische landbruggen. D. europaeus overleefde tot in het Vroeg-Eoceen en is uit deze periode onder meer bekend uit Erquelinnes.
Ongeveer 55 miljoen jaar geleden verdreef Pachyaena Dissacus uit het noordwesten van het continent. Het geslacht overleefde echter in het zuidwesten met enkele soorten van vergelijkbaar formaat als D. europaeus. Na het uitsterven van Pachyaena 52 miljoen jaar geleden breidde D. raslanloubatieri zijn verspreidingsgebied noordwaarts uit. In het Laat-Ypresien leefden in Europa de grote soorten D. blayaci en D. progressus met een geschat gewicht van respectievelijk 43 en 61 kg.